# Out Among the Stars
Out Among the Stars è il cinquantanovesimo album in studio di Johnny Cash pubblicato il 25 marzo 2014. Le tracce presenti nell'album sono state registrate tra il 1981 e il 1984 per la Columbia Records, in un momento molto negativo della carriera di Cash.
L'album vanta collaborazioni di prestigio con la moglie June Carter e con l'amico Waylon Jennings.

## Tracce
1. Out Among the Stars (Adam Mitchell) - 3:02
2. Baby Ride Easy (Richard Dobson) - 2:43
3. She Used to Love Me a Lot (Kye Fleming, Dennis Morgan, e Charles Quillen) - 3:11
4. After All (Ed Bruce & Patsy Bruce) - 2:47
5. I'm Movin On (Hank Snow) - 3:09
6. If I Told You Who It Was (Bobby Braddock, Curly Putman) - 3:05
7. Call Your Mother (Cash) - 3:17
8. I Drove Her Out of My Mind (Gary Gentry, Hillman Hall) - 3:01
9. Tennessee (Rick Scott) - 3:27
10. Rock and Roll Shoes (Paul Kennerley, Graham Lyle) - 2:41
11. Don't You Think It's Come Our Time (Tommy Collins) - 2:17
12. I Came to Believe (Cash) - 3:29
13. She Used to Love Me a Lot (Versione di Johnny Cash & Elvis Costello) (Kye Fleming, Dennis Morgan, Charles Quillen) - 3:23

## Formazione
- Johnny Cash – voce, chitarra
- June Carter Cash – voce in Baby Ride Easy e Don't You Think It's Come Our Time
- Pete Drake – steel guitar
- Waylon Jennings – voce in I'm Movin' On
- Jerry Kennedy – chitarra
- Hargus "Pig" Robbins – piano
- Marty Stuart – chitarra
- Henry Strzelecki – basso
- Steve Berkowitz – co-produttore
- Carlene Carter
- Buddy Miller
- Billy Sherrill –produttore